# Etseri
Etseri (finska: Ähtäri) är en stad och kommun i landskapet Södra Österbotten i Finland. Etseri har 5 484 invånare och har en yta på 910,88 km². Etseri är enspråkigt finskt.
I orten Domarnäs (finska: Tuomarniemi) finns en forstskola (skogsskola). Ett populärt turistmål är djurparken Ähtäri djurpark.
Korpelarörelsens grundare Toivo Korpela kom från Etseri.

## Externa länkar

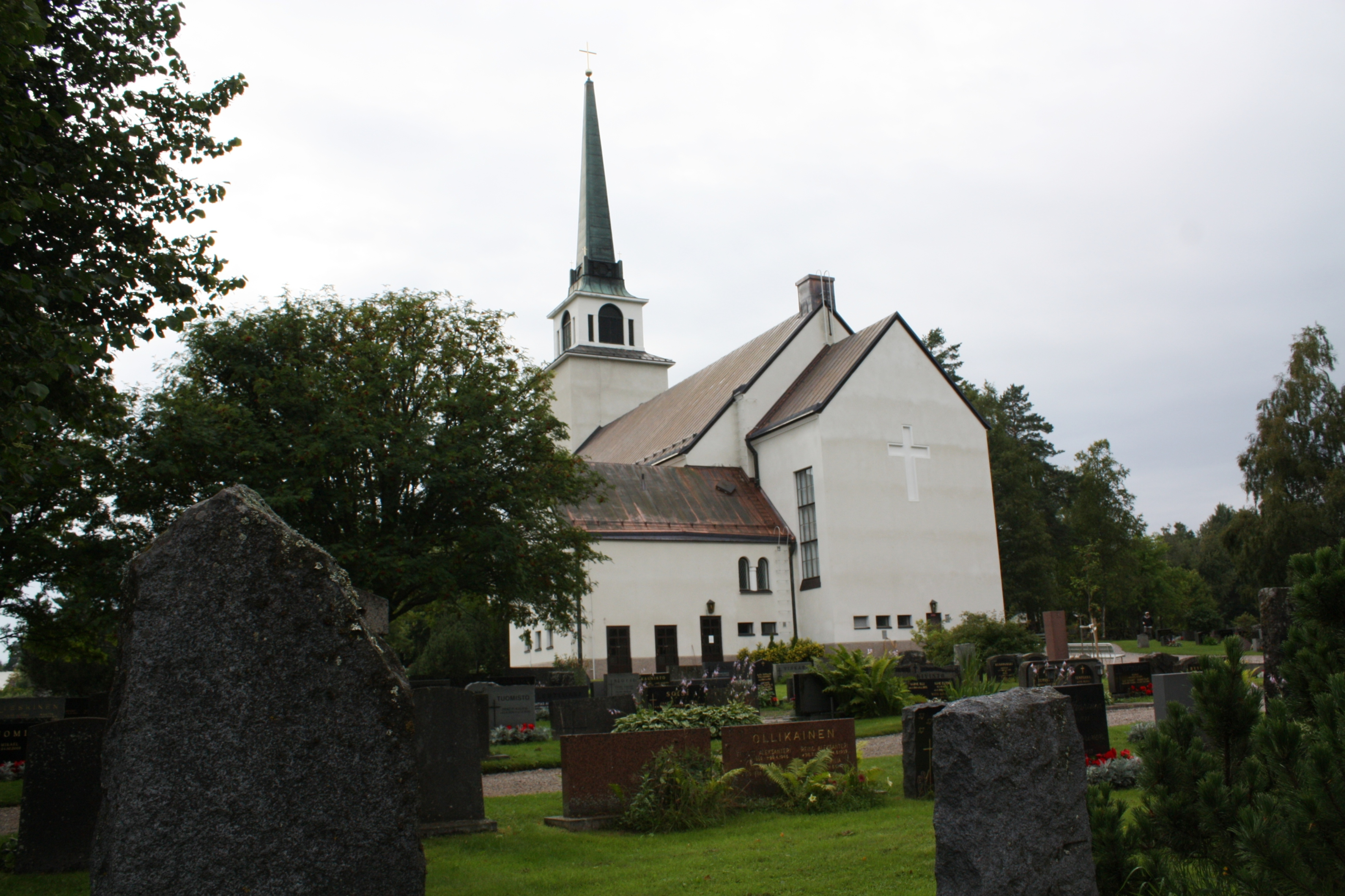
Etseri kyrka, uppförd 1937.

## Administrativ historik
Etseri blev stad 1986.

## Politik

### Mandatfördelning i Etseri stad, valen 1976–2021
| 3 | 6 | 10 |  | 2 | 5 |

| 3 | 6 | 9 | 2 | 2 | 5 |

| 3 | 6 |  | 10 |  | 6 |

| 6 | 2 |  | 11 |  | 6 |

| 2 | 8 |  | 10 |  | 5 |

| 2 | 6 |  | 11 | 2 | 5 |

|  | 6 |  | 12 | 3 | 4 |

|  | 6 | 2 |  | 10 | 2 | 5 |

| 21 | 6 |

|  | 6 | 2 | 10 | 2 | 6 |

| 16 | 11 |

|  | 5 | 2 | 13 | 2 | 4 |

| 18 | 9 |

|  | 7 | 12 | 2 | 5 |

| 12 | 15 |

|  | 5 | 4 | 11 |  | 5 |

| 16 | 11 |

## Befolkningsutveckling
| Befolkningsutvecklingen i Etseri stad 1975–2020                                                              | Befolkningsutvecklingen i Etseri stad 1975–2020 | Befolkningsutvecklingen i Etseri stad 1975–2020 | Befolkningsutvecklingen i Etseri stad 1975–2020 | Befolkningsutvecklingen i Etseri stad 1975–2020 |
| --- | ----------------------------------------------- | ----------------------------------------------- | ----------------------------------------------- | ----------------------------------------------- |
| |                                                 |                                                 |                                                 |                                                 |
| År |                                                 |                                                 | Folkmängd                                       |                                                 |
| 1975 | 1975                                            |                                                 | 7 298                                           |                                                 |
| 1980 | 1980                                            |                                                 | 7 548                                           |                                                 |
| 1985 | 1985                                            |                                                 | 7 826                                           |                                                 |
| 1990 | 1990                                            |                                                 | 7 814                                           |                                                 |
| 1995 | 1995                                            |                                                 | 7 598                                           |                                                 |
| 2000 | 2000                                            |                                                 | 7 215                                           |                                                 |
| 2005 | 2005                                            |                                                 | 6 885                                           |                                                 |
| 2010 | 2010                                            |                                                 | 6 482                                           |                                                 |
| 2015 | 2015                                            |                                                 | 6 068                                           |                                                 |
| 2020 | 2020                                            |                                                 | 5 522                                           |                                                 |
| Anm: Uppgifterna avser förhållandena den 31 december nämnda år enligt områdesindelningen den 1 januari 2022. |                                                 |                                                 |                                                 |                                                 |